# Tricheczemotes dystasioides
Tricheczemotes dystasioides là một loài bọ cánh cứng trong họ Cerambycidae.